# Вайс-Сіті
«Вайс-Сіті» (англ. Vice City від vice — «порок» і city — «місто»; букв. «місто пороку») — вигадане місто в серії комп'ютерних відеоігор «Grand Theft Auto», прототипом якого є реальний Маямі (США). Один з трьох мегаполісів, у яких відбуваються події гри «Grand Theft Auto» — колишня іспанська колонія; є основним місцем дії ігор «Grand Theft Auto: Vice City» і «Grand Theft Auto: Vice City Stories». Інформація про чисельність населення Вайс-Сіті дається в межах 1 800 000; судячи з інформації на білбордах, місто засновано в 1896. 

## Опис
Події в Grand Theft Auto: Vice City відбуваються в 1986, що є відсиланням на Маямі 1980-х років, який на той час був головною точкою навантаження кокаїну з Південної Америки в США. Далі це підкріплюється темою наркобізнесу і криміналу, так само як і присутністю в місті нових комерційних підприємств вищого класу та їх представників, ймовірно, щоб налагодити наркобізнес з деякими з них.
Вайс-Сіті, представлений у Grand Theft Auto: Vice City і Grand Theft Auto: Vice City Stories, є частиною того ж всесвіту, в якому розташовані Ліберті-Сіті, представлений у  Grand Theft Auto III і Grand Theft Auto Advance, і штат штат Сан-Андреас (включаючи Лос-Сантос, Сан-Фієрро і Лас-Вентурас), представлений у Grand Theft Auto: San Andreas.
Вайс-Сіті розташований в межах штату Флорида, про що згадують внутрішньоігрові радіостанції в Grand Theft Auto: Vice City. Інші незначні посилання, типу використання флоридських номерних знаків на деяких транспортних засобах, можна знайти в різних місцях у грі, в той час як Вайс-Сіті в Grand Theft Auto III, за припущеннями, існує поруч з Маямі.
Вайс-Сіті складається з двох великих островів та шести малих; обидва великі острови розділені величезною масою води, так само як і в затоці Біскейн, яка відокремлює Маямі-Біч з материковим Маямі в реальному житті. Кожен великий острів поділено кілька районів. У місті є чотири госпіталі та чотири відділення поліції, розташовані в місті рівномірно. Місто також має пожежне депо та військову базу. Однак, на відміну від Ліберті-Сіті та Сан-Андреас, у Вайс-Сіті немає метро і жодних відомих систем залізниць за винятком промислових вузькоколійок, а всі острови пов'язані пішохідними мостами чи дорогами.
На початку сюжету Grand Theft Auto: Vice City закритий через попередження про ураган. Після того, як Томмі починає працювати у Рікардо Діаса, небезпека йде, і мости відкриваються. І навпаки, в Grand Theft Auto: Vice City Stories протягом першої половини гри через інше попередження про ураган закрито вже острів Вайс-Сіті-Біч. Інформація про чисельність населення Вайс-Сіті дається не більше 1.8 мільйонів.
Особи, які, судячи з подій всесвіту 3D, коли-небудь керували кримінальним бізнесом Вайс-Сіті:
- Віктор Венс (1984 - 1985)
- Рікардо Діас (1985 - 1986)
- Сонні Фореллі (1986)
- Томмі Версетті (1986 - ...)

## Сюжет

### Vice City Stories
У 1984 році Капрала Віктора Венса переводять служити на військову базу міста Вайс-Сіті. Віктор потрапляє під командування сержанта Джеррі Мартінеза, який тісно пов'язаний з криміналом. Сержант спочатку просить Віктора зробити йому пару послуг, через які його звільняють із збройних сил. Вік вирушив до єдиного на той момент знайомого в місті Філу Кессіді. Філ знайомить Віка зі своїм бізнесом та своїми ворогами. Під час виконання одного із завдань Філ та Віктор потрапляють у засідку, організовану людьми Мартінезу, з якої важко вибираються. Філ, довіряючи Віктору, знайомить його зі своєю сестрою Луїзою та її чоловіком Марті Джей Вільямсом, який може запропонувати Віку роботу. Віктор спочатку допомагає Марті, який займається кришуванням, конфіскацією майна та утриманням борделів у його справах. Луїза, пригноблена приниженнями та образами чоловіка, переїжджає жити до сестри Мері Джо. Однак незабаром Марті викрадає дружину, намагаючись влаштувати її у свій же бордель. Але Вік втручається в драму, рятуючи Луїзу і вбивши Марті. Після його смерті всі точки Марті переходять під керування Віка. Віктор налагоджує бізнес у місті. Однак невдовзі до Вайс-Сіті приїжджає його брат Ленс, який стає правою рукою Віка в управлінні кримінальною імперією. За час співпраці Віктора з кубинцями Ленс познайомився із Браяном Форбсом. Вік із Ленсом допомагають Форбсу, проте незабаром Ленс з'ясовує, що Форбс — поліцейський під прикриттям. Обидва брати викрадають Форбса і ховають у надійному місці, і вбивають його під час втечі. Вік починає працювати на Умберто Робіну і знищує завод угруповання Cholo. Венси випадково дізнаються про угоду з Джеррі Мартінез. Віктор і Ленс зривають угоду, викравши дві вантажівки з наркотиками і ховаючи їх у новопридбаному особняку Ленса на Vice Beach. У розмові з Мартінезом, який вимагав свій товар назад, Вік дізнається про те, що кокаїн належить братам Мендесам і в них з'явилося бажання розібратися з Венсами. Після зриву угоди Мартінез вступив до програми захисту свідків. Ленс знайшовши покупця, разом із Віком, прямують на зустріч. Під час відсутності братів, їхня мати вкрала у них весь кокаїн і поїхала в невідомому напрямку. Брати Мендеси посилають людей для захоплення точок Венсів. Але Венси за допомогою Філа, Умберто та найманців відбивають напад, і Мендеси пропонують Венсам співпрацювати. Мендеси вимагають знайти винних у зриві угоди. Віктор виконує доручення Мендесів і знаходить докази, що угода була зірвана Мартінезом. Незабаром Віктор повертає наркотики Мендеса. Незабаром до Вайс-Сіті приїжджає Гонсалес, підручний полковника Хуана Гарсії Кортеза. Гонсалес продає наркотики за зброю. Віктор спочатку допомагає йому транспортувати товар морем. Згодом Віктор намагається продати невелику партію наркотиків. Гонсалес хотів таким чином привласнити собі трохи наркотиків потай від полковника. Але на Віктора нападають та відбирають наркотики. Віктор відбирає товар у викрадачів. Але це було останнє завдання Гонсалеса, який заявив, що його дружбі з Віком прийшов кінець. Після зриву відносин із Гонсалесом Віктор знайомиться з колумбійським наркобароном Рікардо Діасом, який ворогує із Гонсалесом. Однак, використовуючи Віка, Діас все-таки здобуває перемогу. Після поразки Гонсалес відлітає з Вайс-Сіті своїм приватним літаком. Після розрахунку з Мендесами ті ставлять умову Віктору за яким брати Венси повинні виїхати з міста, залишивши всі свої точки Мендесам. Після відмови Віктора та Ленса, Мендеси починають відкриту ворожнечу з братами. Незабаром, із наміром покінчити з Мендесами, Віктор вбиває Армандо Мендеса, який встигає вбити викрадену Луїзу. Незабаром у Діаса з'явився план знищення Дієго Мендеса. Віктор за допомогою Філа Кесседі краде військовий гелікоптер з військової бази. Вік на гелікоптері обстрілює хмарочос, де ховався Дієго Мендес. Гелікоптер збивають, але Віктор встигає приземлитися на дах. Він проникає у будинок, вбиваючи всіх представників клану Мендесів. У цей час на дах приземлився Джеррі Мартінез. Віктор вбиває і його, і Дієго Мендеса. Незабаром на дах прилітає Ленс і каже, що здобув велику партію наркотиків. Віктор просить його залягти на дно та утриматися від великих угод найближчим часом.

### Vice City
Головним героєм гри є Томмі Версетті, що вийшов після 15 років ув'язнення з в'язниці в Ліберті-Сіті. Щоб повернути довіру сім'ї, Томмі за вказівкою місцевого боса Сонні Фореллі відправляється у Вайс-Сіті для укладання важливої угоди з наркодилерами, проте насправді для надання Фореллі можливості «підім'яти» під себе місто. В аеропорту Томмі зустрічає Кена Розенберга, і вони разом з двома помічниками відправляються в доки, де повинна проходити угода. Несподівано плани зриваються: під час операції озброєні люди в масках, найняті Діазом, вбивають помічників (Гаррі і Лі) і Віктора Венса (протагоніста Grand Theft Auto: Vice City Stories), Томмі ухиляється від куль і встрибує в автомобіль Кена; брат Віктора, Ленс, який не виходив з вертольота, відлітає неушкодженим. Бандити ховаються, забравши з собою наркотики і гроші, за які відповідав Томмі. Версетті дивом вдається вижити, і він розповідає про все Сонні. Сонні вимагає, щоб Томмі повернув «товар» і гроші. Насправді наркотики і гроші опинилися у Сонні — гравець це може побачити в ролику, де Томмі з готелю дзвонить Сонні.
Подальші події гри описують становлення злочинної імперії Версетті: торгівля наркотиками, замовні вбивства, фальшивомонетництво, рекет і так далі. Гравець просувається за сюжетом, виконуючи різні завдання (місії), більшість з яких включає вчинення протизаконних дій. Поступово Версетті перетворюється з пішака, що опинився в незнайомому місті, в головну злочинну фігуру Вайс-Сіті; але терпіння Сонні не безкінечне — зрештою, він особисто приїжджає за тим, що йому належить. В останньому завданні гри необхідно відстояти маєток головного героя, на яке нападає Сонні зі своєю бандою. У разі успіху Томмі Версетті стає найвпливовішим мафіозним босом Вайс-Сіті і залишається в місті моря і сонця.

## Відмінності між Vice City та Vice City Stories
Події гри «Grand Theft Auto: Vice City Stories» відбуваються в 1984 році, за 2 роки до подій «Grand Theft Auto: Vice City», на увазі чого і сам Vice City має цілий ряд відмінностей.
- Moist Palms Hotel, розташований на південь від Little Havana, Sunshine Autos.
- Moist Palms Hotel в південному районі Downtown поки ще будується.
- У Escobar International Airport існує VIP-термінал зі своєю власною окремою автостоянкою і причалом.
- Сучасний хмарочос середніх розмірів, що належить братам Мендес, з синім відбиваючим склом, помічений через вулицю від головного входу в стадіон. У 1986 році на його місці знаходиться набагато більш низька будівля.
- «Phil's Place» в Little Haiti, яке служило резиденцією Філа в 1986 році, належить Віктору Венсу, і майже незабудована.
- Офісна будівля зі стоянкою поруч з «Pay'n'Spray» в районі Ocean Beach ще не побудована, на її місці поки находяться руїни старої будівлі.
- Територія виставок заснована на ділянці землі в західному Вашингтоні (Вашингтон), з колесом огляд, дублюючим «Chunder Wheel». Район, приблизно в 1986, представляє будівельний майданчик. Парк безпосередньо на захід від території виставок став місцем іншого будівельного майданчика до 1986 р.
- «Midland Hotel», єдина будова в стилі Streamline Moderne (з причалом, гаражем і вертолітним майданчиком), стоїть безпосередньо на північ від території виставок Washington Beach, там, що буде майданчиком невисоких апартаментів в 1986 р.
- Праве крило особняка Ricardo Diaz (на захід) на Starfish Island або під розробкою, або розширено в 1984 р. Лабіринт з огорожі що прикрашає обидві сторони особняка Diaz в 1986 р., не існує в 1984 р.: замість нього на цьому місці в західному крилі особняка — лише водойма.
- Не існує в 1984 р. біля будівлі аеропорту і великого фігурного рекламного щита у формі серфера на хвилі.
- У 1984 р. між районами Little Havana і Escobar International існує пряме сполучення за допомогою повороту дороги направо біля старої будівлі «Sunshine Autos» і дерев'яного мосту, що веде від військової бази Fort Baxter прямо в центр Little Havana трохи північніше. В 1986 р., мабуть, у цілях безпеки, прямого сполучення між бандитським районом та аеропортом вже немає — дерев'яний міст знесений, територія аеропорту відгороджена парканом і рекламними щитами.
- «Washington Mall» не існує, в 1984 р. це порожня ділянка з маленьким будівельним майданчиком.
- Військова база «Fort Baxter» має значно різне облаштування в порівнянні з тим, що в 1986 р.
- Змінилися деякі з рідкісних інтер'єрів. «North Point Mall», наприклад, має майже повністю інші магазини в 1984 р., чим в 1986 році.
- 30 будівель кримінальних імперій. До 1986 року вони або замінені іншими будівлями, або не існують зовсім.

## Райони

### Всесвіт 2D
У Вайс-Сіті всього 10 районів, найменше у грі. Райони мають реальні прототипи серед районів Маямі, а їхні назви - гра слів, що відсилає до назв у реальному житті:
- Miramire (Miramar)
- Little Dominica (Little Haiti)
- Coral City (Coral Gables)
- Vice Shores (Miami Shores)
- Vice Beach (Miami Beach)
- Little Bogota (Little Havana)
- Greek Heights (Olympia Heights)
- Felicity (Brickell)
- Richman Heights (Richmond Heights)
- Banana Grove (Coconut Grove)
- Острів без назви на південь від Vice Beach

### Всесвіт 3D
Вайс-Сіті складається з трьох частин:
- Вайс-Сіті-Біч або Західна частина (англ. Vice City Beach) - зображений як багатша і орієнтована на туристів частина міста, яка, головним чином, у владі високо- та середньоприбуткових компаній та корпорацій. Також тут є житлові багатоквартирні будинки, апартаменти та будівельні майданчики. Острів Вайс-Сіті-Біч також відомий своїм довгим однойменним пляжем на східній стороні, що складається з пляжів районів Вашингтон-Біч, Оушен-Біч та Вайс-Пойнт, і становить майже половину території острова. На західній стороні острова знаходиться водний шлях, що межує з гольф-клубом Ліф-Лінкс. Основою для острова Вайс-Сіті-Біч послужив Маямі-Біч у Маямі.
- Материковий Вайс-Сіті або Східна частина (англ. Vice City Mainland) - є менш багатою і привабливою частиною міста, ніж острів Вайс-Сіті-Біч. Винятком є хіба бізнес-район Центр. Материковий Вайс-Сіті населяє більшість індустріальної популяції міста, а на півдні розташовані морський порт і аеропорт. Два бідні райони, де живуть іммігранти, розташовані в середині. По східній стороні материкового Вайс-Сіті проходить широке шосе Бейшор-авеню, що тягнеться від Вайс-Порту до південного кінця Центру Вайс-Сіті. Прототипом для материкового Вайс-Сіті послужила материкова частина Маямі.
- Вайс-Сіті-Мідленд (англ. Vice City Midland) - група островів у центрі Вайс-сіті. До її складу входять Прон-Айленд, Старфіш-Айленд та Ліф-Лінкс. Вони розташовані між Вайс-Сіті-Біч та Материковим Вайс-Сіті.

#### Вайс-Сіті-Біч
- Оушен-Біч (англ. Ocean Beach) — це район, що грає важливу роль на початку сюжету Grand Theft Auto: Vice City, оскільки саме в ньому розташований готель "Оушен-Вью", перший притулок Томмі Версетті. Це туристичний район високого класу, розташований на півдні острова Вайс-Сіті-Біч і що складається з пляжу на східній стороні та квартир, готелів та комерційних підприємств вищого класу на західній. Також в Оушен-Біч є пристань для яхт, лікарня, клуб Поул-позишн і навіть маяк. Район заснований на вулиці Оушен-драйв в районі Саут-Біч в Маямі-Біч, маючи багато подібностей з її архітектурою та розташуванням, включаючи поділ із флорою між будівлями та пляжем.
- Вашингтон-Біч (англ. Washington Beach) - знаходиться в середині острова Вайс-Сіті-Біч і межує з Оушен-Біч на півдні і Вайс-Пойнтом на півночі. У районі є два будівельні майданчики та кілька додаткових апартаментів та приміщень, серед яких є готель з номером, що нагадує номер з фільму «Обличчя зі шрамом» (1983), де було катування з використанням ланцюгової пили. Тут також є відділення поліції, розташоване на північному краю району, і тут знаходиться офіс Кена Розенберга. Район, ймовірно, названий на честь Вашингтон-авеню, однієї з найвідоміших вулиць Саут-Біч.
- Вайс-Пойнт (англ. Vice Point) — житлова область острова Вайс-Сіті-Біч з переважанням середнього класу, що охоплює області острова, що залишилися на півночі і що складається з як великих житлових будинків та готелів вздовж берега, так і будинків середнього розміру та менших квартирних комплексів. Ця розстановка нагадує вулицю Коллінс-авеню у Саут-Біч. У районі є великий торговий комплекс Норт-Пойнт Молл та знаменитий нічний клуб «Малібу».

#### Материковий Вайс-Сіті
- Центр Вайс-Сіті (англ. Downtown Vice City) - є найпівнічнішим і найпрестижнішим районом материкового Вайс-Сіті. Це фінансовий район, у якому можна спостерігати високу концентрацію житлових та комерційних хмарочосів. Саме тут знаходиться найвища будівля у місті та меморіальний стадіон імені Хаймана, найбільший стадіон у Вайс-Сіті. Також у Центрі Вайс-Сіті знаходиться байкерський бар The Greasy Chopper, який є місцем початку кількох місій у Grand Theft Auto: Vice City. Центр Вайс-Сіті змальований з Великого центру Маямі.
- Маленька Гавана (англ. Little Havana) — змальована з реальної Маленької Гавани в Маямі, Маленька Гавана Вайс Сіті складається з переважаючого іспаномовного кубинського населення. Район контролюється Кубинською бандою на чолі з Умберто Робіна з розташованого на південно-західному кінці Маленької Гавани кафе його батька. Через близькість із Маленьким Гаїті, на територіях, що межують із цими двома районами, відбуваються випадкові бійки та перестрілки між Кубинськими та Гаїтянськими бандами. Відділення поліції знаходиться у південно-східному кінці Маленької Гавани, а лікарні – на східній стороні району. Поблизу також розташована фабрика морозива "Черрі Поппер".
- Маленьке Гаїті (англ. Little Haiti) — створене на основі району в Маямі з реального життя, Маленьке Гаїті переважно заселене гаїтянцями і є домом для їхньої банди. На чолі Гаїтянської банди — Тітонька Пуле, яка мешкає в маленькій дерев'яній халупі, яка знаходиться серед таких самих будівель у центрі району. Фабрика розчинників належить саме цій банді та розташована на західній стороні Маленького Гаїті, але зруйнована внаслідок нападу кубинської банди не без допомоги Томмі Версетті. В описуваному районі можна відзначити сильніший занепад, ніж у Маленькій Гавані, з наявністю погано підтримуваних будівель, малоприбуткових комерційних підприємств та малоповерхових будинків. Велика друкарня, яку Томмі придбає пізніше за сюжетом для фальшивомонетницького бізнесу, розташована на кордоні між Малим Гаїті та Маленькою Гаваною. Будиночок Філа Кессіді та склад зброї розташовані у північно-західному кінці району. Kaufman Cabs, місцева компанія таксі, також заснована тут, розташовуючись трохи на північ від хатини Тітоньки Пуле.
- Міжнародний аеропорт імені Ескобара (англ. Escobar International Airport; скор. EIA) — аеропорт відомий під назвою Escobar International Airport (EIA), або Escobar International скорочено. Незважаючи на невелику схожість у розташуванні з міжнародним аеропортом Маямі, сусідство з Маленькою Гаваною, конструкції аеропорту та розміщення об'єктів, здається, не засноване на будь-яких аеропортах, які є в Маямі. Крім того, всі аеропорти Маямі розташовані всередині материка, а EIA розташований на півострові. EIA складається з двох терміналів: один на півночі і є в основному стандартним блоковим терміналом з додаванням входів під землею, тоді як інший на півдні більш характерний, з переплетеним дахом та високими вікнами, що дивляться на південний аерозелоб аеропорту. Обидві конструкції відокремлені лужками та автостоянкою, і невідомо, чи термінали пов'язані будь-яким іншим способом осторонь дороги.
- Вайс-Порт (англ. Viceport) — У цьому районі є багато робочих місць і комерційного трафіку. Тут знаходиться Лодкова майстерня, яку в кінцевому підсумку буде куплено Томмі Версетті в 1986 році. Район оточують вантажні судна. Один із вантажних суден належить Тріадам Вайс-Сіті, який використовується для великомасштабної підробної роботи. Тріади сплачують Patrol Invest Group за захист корабля. У зв'язку з тим, що тріади мають вантаж, вважається, що весь Вайс-Порт належить Тріадам, за винятком човнової майстерні. У човновій майстерні є Squalo і Jetmax, сідайте у будь-який та активується місія Checkpoint Charlie.
- Авіабаза Форт-Бакстер(англ. Fort Baxter Air Base) - військова база на заході міста. По основі ходять військові, озброєні M4. Атакувати гравця вони будуть, навіть якщо той просто пройде повз базу, навіть якщо він буде без зброї і не робитиме нічого, що може загрожувати базі. Солдати атакуватимуть гравця завжди, якщо на ньому немає поліцейської форми. В цьому випадку на базу можна проникнути, не отримавши зірок (так само як і при проникненні в поліцейську дільницю у Вашингтон-Біч). Так можна легко заволодіти транспортом, що знаходиться в ній. При цьому, якщо гравець матиме зірки розшуку, але він буде в поліцейській формі, військові все одно не будуть його атакувати.

#### Вайс-Сіті-Мідленд
- Старфіш-Айленд або Стар-Айленд (англ. Starfish Island) — острів овальної форми, розташований у центрі Вайс-Сіті. Третій за розміром острів у Вайс Сіті і схожий на реальний Star Island у Маямі; або, можливо, на інші спільноти островів типу Belle Isle або Venetian Islands вздовж Venetian Causeway, що примикають до MacArthur Causeway. Старфіш-Айленд - спільнота багатих городян, більшість з яких живе у великих будинках та особняках, деякі мають свій власний причал. Тут також є власні охоронці, які патрулюють острів і відкрито стріляють у будь-яких порушників спокою через близькість острова до бандитських районів маленька Гавана і маленьке Гаїті; це дає місцевим жителям почуття безпеки. Острів має лише 9 особняків. Найбільша резиденція на Старфіш-Айленд – Особняк Версетті, яка спочатку належить наркобарону на ім'я Рікардо Діаз, а потім переходить Томмі Версетті. Особняк доповнюється дахом з гелікоптерним майданчиком, гелікоптером і пірсом для човнів. Основний інтер'єр особняка виконаний строго в стилі будинку вигаданого наркобарона Тоні Монтани з фільму 1983 р. Обличчя зі шрамом, тільки без глобусу The World Is Yours і спальні.

Прон-Айленд (англ. Prawn Island) - маленький острів, розташований на півночі, ближче до центру карти міста. Він з'єднаний з Downtown на заході та Vice Point (біля алеї) на сході. По-перше, Прон-Айленд складається з 3-х особняків. Вони на півночі від основної магістралі, яка йде горизонтально островом, і пов'язані невеликим проїздом навколо фонтану. По-друге, є кілька комерційних будівель, розташованих на східній стороні острова, та кіностудія під назвою Interglobal Studios у південно-західній частині. Більшість цих приміщень та будинків, однак, давно кинуті, і особняки тепер окуповані бандою «Акули». До цього особняки належали братам Мендесам. Єдиний бізнес, який не контролює банда — кіностудія, InterGlobal Studios. Це єдина кіностудія у Вайс-Сіті і тепер частково служить як порнографічна кіностудія для режисера Стіва Скотта. Деякі декорації зображають лінкори, приземлення на Місяці та вітальню. Студію повністю придбає Томмі Версетті пізніше у 1986 році.
- Ліф-Лінкс (англ. Leaf Links) — архіпелаг з трьох островів, розташований трохи на захід від Vice Point, що зачіпає Country Club, всі острови пов'язані один з одним мостами . Дорога розрізає головний острів, де розташований вхід до клубу, посередині, і проходить під пішохідним мостом, який зв'язує обидві половини острова. Більшість вузьких водних шляхів східного острова сформована з поділів між Ліф-Лінкс і Вайс Поінт. Можна також потрапити на нижній острів через будівельний майданчик нижче за нього. Сільський клуб Ліф-Лінкс складається насамперед із майданчиків для гольфу, тенісних кортів та будівлі клубу. Дійсно, гольф-карт постійно можна побачити в клубі та навколо клубу як засіб пересування, включаючи і відкриту дорогу, оточену об'єктами клубу, і воду. Ліф-Лінкс міг бути створений під впливом кількох сільських клубів, розкиданих по східному узбережжю Маямі, включаючи Bayshore Country Club та La Gorce Golf Course у Маямі-Біч, Normandy Shores Golf Course, Indian Creek та Haulover Park. Назва "Ліф-Лінкс" утворена від парку у Leith поряд з ШК Rockstar North в Единбурзі, Шотландія. Ліф-Лінкс — це місце, де знайдено ранню згадку про гольф у світі, і Leith підтримує свою заяву на право бути «будинком гольфу», тому що перші офіційні правила були сформульовані саме тут.

## Банди

### Vice City Stories
Vice City ділять між собою чотири домінуючих угруповання:
- Vance Gang — банда, якою управляє гравець. Раніше належала Марті Джей Вільямсу (Marty J'Williams), але після його смерті перейшла до братів Венс — Віку і Ленсу. Область їх діяльності обширна — від рекету до грабежу.
- Cholo — домінуюче мексиканська угруповання в Little Haiti і Little Havana. Спеціалізуються в основному на рекеті. Їх дуже недолюблює банда Los Cabrones (не має кримінальної імперії) під керуванням Умберто Робіни. Після невдалої спроби вбити Альберто Робіну (батька Умберто), у Чоло починаються серйозні неприємності з Los Cabrones, які закінчуються повним знищенням Cholo.
- Bikers — велика угруповання, що володіє Downtown і Vice Point. Їх основні заняття — наркоторгівля, контрабанда, зміст борделів.
- Sharks  — це найбільша і потужна банда в Вайс Сіті, контролююча 2/3 східного острова (іншою частиною завідують Байкери). Це єдина банда (якщо не вважати бандитів Венса), яка займається грабежами.
Всі перераховані вище угруповання мають ряд точок впливу (всього у місті їх 30). На карті ці точки позначаються у вигляді маленьких будівель різного кольору.
- Trailer Park Mafia — жителі парку трейлерів, банда жлобів на чолі з Marty Jay Williams, управляє великою частиною бідніших спільнот Вайс Сіті, і використовує кілька дрібних бізнесів. Банда бере участь у короткій війні з Cholos, захоплюючи більше бізнесу в Little Haiti. Зі смертю Marty на руках Віктора Венса, банда розформована, оскільки злочинна сім'я Венс взяла під свій контроль всі його операції.

### Vice City
- Вуличні наслідувачі (Street Wannabes) — різновид злочинців, можуть зустрітися будь-де в місті, але найчастіше на околиці торгового центру — «North Point Mall». Одягаються в джинси, одноколірні майки і шкіряні куртки чорного (негри) або світло-коричневого (європеєць з русявим волоссям) кольору. Займаються викраденням машин четвертого (Sentinel, Admiral тощо) і восьмого (Infernus, Banshee тощо) рівня і з'ясуванням стосунків з патрульними. Ніколи не озброєні.
- PIG[1] («Patrol Invest Group»,) — охоронна фірма. Носять синю форму схожу на поліцейську. Завжди озброєні пістолетами. База знаходиться в районі «Вашингтонські Пляжі». Сама фірма спочатку була абсолютно законною, але потім стала «кришувати» підприємства малого бізнесу.
- Банда Діаза — колумбійський наркокартель, під керівництвом Рікардо Діаза, наймогутніше угруповання міста. Всі члени угрупування носять фіолетові сорочки та футболки «поло». Озброєні пістолетами. Намагаються підтримувати свою монополію в торгівлі наркотиками в місті. Доходи легалізують через звалище, де утилізуються міські відходи. Після вбивства ватажка, банда зникає, і її місце займає банда Версетті.
- Кубинці — кримінальне угруповання кубинців з «Малої Гавани». Ватажок — Умберто Робіна і його батько — Альберто Робіна. Члени банди носять білі майки, джинси, червоні бандани або чорні капелюхи з червоними стрічками. Озброєні пістолетами. Заклятими ворогами банди є гаїтяни. Автомобіль членів угруповання — «Cuban Hermes» Основний бізнес — наркоторгівля.
- Гаїтяни — етнічна негритянська банда з «Малого Гаїті». Управляє бандою тітонька Поулет. Ворогують з кубинцями. Основний бізнес банди це торгівля дешевими наркотиками, які вони роблять на своєму заводі неподалік від піцерії в «Малому Гаїті». Після того, як Томмі на замовлення Робіна підриває цей завод у місії «Trojan Voodoo», гаїтяни починають ненавидіти Томмі й іноді атакують його при виявленні. Учасники банди носять сині футболки, джинси. Озброєні пістолетами. Члени банди роз'їжджають на автомобілях Voodoo.
- Акули («Sharks») — одна з найбільш організованих і при цьому самих маловідомих банд. Зустрічається в північній частині Vice Point. Учасники банди носять джинси, футболки і джинсові жилетки з зображенням на спині білої акули або рудого дракона в китайському стилі. Їздять на модифікованих, швидких і маневрених мікроавтобусах Gang Burrito.
- Маріос (Marios/Vercetti Gang) — банда, що приходить на заміну банди Діаса після його вбивства. Є особистим угрупуванням Томмі Версетті. Її учасники займаються охороною майна Версетті. Озброєні пістолетами, а після смерті Сонні — УЗІ.
- Байкери — банда байкерів з бару в Даунтауна. Вони носять шкіряний одяг, джинси. Мають бороди, довге волосся і татуювання. Пішки не з'являються, за винятком одного, що стоїть біля входу в бар. Іноді озброєні пістолетами, але зазвичай зброї не мають. Ватажок — Мітч Бейкер, що постійно перебуває в барі.
- Гравці у Гольф — літні чоловіки й жінки з ключками для гольфу. Навряд чи їх можна назвати бандою, проте при спробі вбити кого-небудь з них, вони тут же спробують помститися за нього. Їздять на гольф-машинках, порушуючи правила.
- Військові — військовослужбовці Вайс-Сіті. Місце проживання: Fort Baxter Air Base. Заняття: охорона військової бази. Одяг: камуфльована військова форма. Зброя: M4. З незрозумілих причин стріляють у Томмі при виявленні, навіть коли він за межами військової бази і без зірочок. Якщо Томмі в уніформі поліцейського, стріляти не будуть, якщо Томмі сам не нападе; дозволять зайти на територію військової бази і навіть викрасти будь-який транспортний засіб.

## Відсилання до реального світу

Маямі послужив прототипом Vice City

Багато назв архітектурних споруд мають відсилання до реального життя. Аеропорт «Escobar International» отримав свою назву на честь Пабло Ескобара, одного з найбагатших і найвпливовіших колумбійських наркобаронів. Один з будинків, який можна купити в місті в грі називався «Hyman Condo», що є відсиланням до персонажа другого фільму франшизи «Хрещений батько» — Хаймана Рота.